# Leptodactylodon albiventris
Leptodactylodon albiventris – gatunek płaza bezogonowego z rodziny  artroleptowatych (Arthroleptidae). Endemit Kamerunu, zagrożony wyginięciem.

## Występowanie
Jest to endemit występujący jedynie w południowo-zachodnim Kamerunie. Odnotowano stwierdzenie w Gwinei Równikowej, ale prawdopodobnie dotyczy ono Leptodactylodon stevarti lub innego, nieopisanego dotąd gatunku. 
Jego siedlisko stanowią wilgotne lasy tropikalne zarówno nizinne, jak i górskie. Zamieszkuje wysokości od 300 m do 1000 m n.p.m.

## Rozmnażanie
Rozwój larwalny przebiega w strumieniach. Samce usadawiają się na skałach lub w szczelinach i nawołują.

## Systematyka
Leptodactylodon bueanus, uznawany dawniej za podgatunek L. albiventris, jest obecnie klasyfikowany jako osobny gatunek.

## Status zagrożenia
W Czerwonej księdze gatunków zagrożonych IUCN Leptodactylodon albiventris od 2017 roku klasyfikowany jest jako gatunek zagrożony (EN, ang. Endangered); wcześniej, od 2004 roku uznawano go za gatunek narażony (VU, ang. Vulnerable).
Nie jest to gatunek pospolity, a jego liczebność i tak się zmniejsza.
Jest zagrożony przez rolnictwo, rozwój osadnictwa i wyrąb lasów.